# Kimberly García
Gabriela Kimberly García León (ur. 19 października 1993 w Limie) – peruwiańska lekkoatletka specjalizująca się w chodzie sportowym, trzykrotna uczestniczka letnich igrzysk olimpijskich (2016, 2020, 2024).

## Kariera sportowa
Na arenie międzynarodowej odniosła następujące sukcesy:
| Rok  | Impreza                                   | Miejsce        | Konkurencja                 | Pozycja     | Wynik    |
| ---- | ----------------------------------------- | -------------- | --------------------------- | ----------- | -------- |
| 2010 | Igrzyska olimpijskie młodzieży            | Singapur       | chód na 5000 m              | 7. miejsce  | 23:17,04 |
| 2013 | Igrzyska boliwaryjskie                    | Trujillo       | chód na 20 km               | 3. miejsce  | 1:34:29  |
| 2014 | Mistrzostwa ibero-amerykańskie            | São Paulo      | chód na 10 000 m            | 3. miejsce  | 43:57,44 |
| 2015 | Igrzyska panamerykańskie                  | Toronto        | chód na 20 km               | 5. miejsce  | 1:32:45  |
| 2016 | Igrzyska olimpijskie                      | Rio de Janeiro | chód na 20 km               | 14. miejsce | 1:32:09  |
| 2017 | Mistrzostwa świata                        | Londyn         | chód na 20 km               | 7. miejsce  | 1:29:13  |
| 2018 | Mistrzostwa Ameryki Południowej w chodzie | Sucúa          | chód na 20 km               | 3. miejsce  | 1:32:48  |
| 2018 | Drużynowe mistrzostwa świata w chodzie    | Taicang        | chód na 20 km               | 8. miejsce  | 1:28:56  |
| 2018 | Mistrzostwa ibero-amerykańskie            | Trujillo       | chód na 10 000 m            | 2. miejsce  | 42:56,97 |
| 2018 | Igrzyska Ameryki Południowej              | Cochabamba     | chód na 20 km               | 1. miejsce  | 1:33:11  |
| 2019 | Igrzyska panamerykańskie                  | Lima           | chód na 20 km               | 2. miejsce  | 1:29:00  |
| 2021 | Igrzyska olimpijskie                      | Tokio          | chód na 20 km               | –           | DNF      |
| 2022 | Drużynowe mistrzostwa świata w chodzie    | Maskat         | chód na 20 km               | 3. miejsce  | 1:32:27  |
| 2022 | Mistrzostwa ibero-amerykańskie            | La Nucia       | chód na 10 000 m            | 2. miejsce  | 43:41,50 |
| 2022 | Mistrzostwa świata                        | Eugene         | chód na 20 km               | 1. miejsce  | 1:26:58  |
| 2022 | Mistrzostwa świata                        | Eugene         | chód na 35 km               | 1. miejsce  | 2:39:16  |
| 2023 | Mistrzostwa świata                        | Budapeszt      | chód na 20 km               | 4. miejsce  | 1:27:32  |
| 2023 | Mistrzostwa świata                        | Budapeszt      | chód na 35 km               | 2. miejsce  | 2:40:52  |
| 2023 | Igrzyska panamerykańskie                  | Iquique        | chód na 20 km               | 1. miejsce  | –        |
| 2023 | Igrzyska panamerykańskie                  | Iquique        | sztafeta mieszana w chodzie | 2. miejsce  | 3:01:14  |
| 2024 | Drużynowe mistrzostwa świata w chodzie    | Antalya        | chód na 20 km               | 1. miejsce  | 1:27:12  |
| 2024 | Igrzyska olimpijskie                      | Paryż          | chód na 20 km               | 16. miejsce | 1:30:10  |
| 2024 | Igrzyska olimpijskie                      | Paryż          | sztafeta mieszana w chodzie | 4. miejsce  | 2:51:56  |

Złota medalistka mistrzostw Peru w chodzie na 10 000 metrów (2018).

## Rekordy życiowe w chodzie sportowym
- chód na 10 000 m – 42:56,97 (25 sierpnia 2018, Trujillo) – rekord Peru
- chód na 10 km – 43:23 (25 września 2017, Suzhou) – rekord Peru
- chód na 20 km – 1:26:40 (3 czerwca 2023, La Coruña) – rekord Peru
- chód na 35 km – 2:37:44 (25 marca 2023, Dudince) – były rekord świata, 3. wynik w historii światowej lekkoatletyki